# アルトゥール・テアテ
アルトゥール・ニコラ・テアト（Arthur Nicolas Theate, 2000年5月25日 - ）は、ベルギー・リエージュ出身のサッカー選手。ブンデスリーガ・アイントラハト・フランクフルト所属。ベルギー代表。ポジションはDF。

## 経歴

### クラブ
ユース時代はヘンクやスタンダール・リエージュなどを渡り歩き、2020年にオーステンデと契約。
2021年8月26日、ボローニャへの1年間のローン移籍が発表。加入後即先発に定着。2021-22シーズンは31試合2得点を記録し、同シーズン終了後に完全移籍が決定。更にウェストハム・ユナイテッドなどからの関心も報じられた。
2022年7月29日、レンヌへの完全移籍が発表された。

### 代表
2015年から各ユース世代のベルギー代表に招集。2021年にフル代表に招集され、11月16日の2022 FIFAワールドカップ・ヨーロッパ予選のウェールズ戦で代表デビューを果たした。

## 代表歴

### 出場大会
- ベルギー代表
  - 2022 FIFAワールドカップ

### 試合数
- 国際Aマッチ 14試合 0得点（2021年-）[5]

| ベルギー代表 | 国際Aマッチ | 国際Aマッチ |
| 年           | 出場        | 得点        |
| ------------ | ----------- | ----------- |
| 2021         | 1           | 0           |
| 2022         | 3           | 0           |
| 2023         | 10          | 0           |
| 2024         |             |             |
| 通算         | 14          | 0           |